# Ezer pofon ajándékba
Az Ezer pofon ajándékba (eredeti cím: Oggi a me… domani a te!) 1968-ban bemutatott olasz spagettiwestern, melynek rendezője és producere Tonino Cervi. A forgatókönyvet Cervi Dario Argentóval közösen írta. A főbb szerepekben Brett Halsey és Bud Spencer látható. 
Olaszországban 1968. március 28-án mutatták be a mozikban. Magyarországon 2000. március 28-án a TV2-n vetítették le a televízióban. A film nem aratott sikert és bevételi szempontból veszteséges volt.[forrás?]

## Cselekmény
Bill Kiowa egy fiatal indiánlányt vett feleségül. Amikor azonban Bill ártatlanul börtönbe kerül, ifjú felesége egyedül marad otthon. Ezt használja ki a férfi barátja, Elfego, aki egyik pillanatról a másik válik Bill halálos ellenségévé és embereivel meggyilkolja a feleségét. Öt évvel a szabadulása után Bill elhatározta, hogy négy gyorstüzelő társa segítségével együtt bosszút áll Elfegón.

## Szereplők
| Szereplő             | Színész                              | Magyar hang   |
| -------------------- | ------------------------------------ | ------------- |
| Bill Kiowa           | Brett Halsey (Montgomery Ford néven) | Mihályi Győző |
| O'Bannion            | Bud Spencer                          | Kránitz Lajos |
| Francis „Colt” Moran | William Berger                       | Melis Gábor   |
| Jeff Milton          | Wayde Preston                        | Kőszegi Ákos  |
| James Elfego         | Nakadai Tacuja                       | Balázsi Gyula |
| Moreno               | Jeff Cameron                         | Breyer Zoltán |
| Mirana Kiowa         | Dana Ghia                            | ?             |
| fegyverkereskedő     | Teodoro Corrà                        | ?             |
| Bunny Fox            | Franco Borelli                       | Holl Nándor   |
| borbély              | Aldo Marianecci                      | Botár Endre   |
| kocsmáros            | Remo Capitani                        | Csuja Imre    |
| idős seriff          | N/A                                  | Kun Vilmos    |
| Kiowa barátja        | N/A                                  | Uri István    |
| börtönigazgató       | N/A                                  | Németh Gábor  |
| börtönőr             | N/A                                  | Varga Tamás   |

## A film készítése
A Terence Hill-lel készült első filmek után Bud Spencer népszerűségre tett szert a filmiparban, mivel hozzáfogható karakter nemigen akadt a western műfajában. A filmet rendező Tonino Cervi és forgatókönyvíró Dario Argento is még újnak számítottak az olasz filmvilágban, sőt ez volt az első spagettiwesternjük.
A film bár tartalmaz néhány saját ötletet (ilyen a segítőtársak felbérlése), de alapvetően a megszokott spagettiwestern-formulát követi, alapmotívuma a bosszúállás egy sok éve elszenvedett komoly sérelemért. Bill Kiowa feleségét vesztette el egy olyan ember révén, akit a barátjának hitt. Sergio Leone Pár dollárral többért című westernjében hasonló konfliktus jelenik meg. 
A spagettiwesternben kevés a dialógus, de Cervi filmjében még ennél is kevesebb a párbeszéd, az alaphangulatot melankólia uralja, amit fokoz a késő őszies időjárás is. A legtöbb spagettiwesternben kopár pusztai tájak láthatóak, tulajdonítható ez a Spanyolországban található andalúziai sivatagoknak, ahol ezen filmek zöme készült. Az Ezer pofon ajándékba című westernt ellenben kizárólag olasz területen forgatták, ezért itt sok hangulatos, erdővel borított tájat látni. Ezeken a helyeken gyakran forgattak akkoriban Zorro-filmeket, pemplum (ókori témájú) filmeket, olykor-olykor westernt is, de Bud Spencer néhány későbbi filmjének is helyszínéül szolgáltak.[forrás?]
A főszereplő Brett Halsey ekkoriban kezdő színész volt. Halsey játéka meggyőző természetes kisugárzásából adódóan, mindenesetre nem ezzel a filmmel lett népszerű. A Jeff Milton játszó Wayde Preston is amerikai, ahogy Halsey is, s odahaza általában B-kategóriás filmekben játszott kisebb mellékszerepeket. Ő is, mint sok hozzá hasonló színész gyakran forgatott ebben az időben Olaszországban és Spanyolországban, ahol nem voltak annyira lekezelők velük. Ám Preston és sok másik kollégája így sem avanzsálódott igazi sztárrá.

## Fogadtatás
Cervi filmje sosem volt népszerű. Már a megjelenésekor is a kritikák pocsék jelzővel illették. Napjainkban a Bud Spencer-Terence Hill rajongók körében egyfajta kötelezően megnézendő darabnak számít, de Spencer kevéssé jól sikerült filmjei között tartják számon.[forrás?]

## Televíziós megjelenések
- TV2
- Mozi+, Prime, Moziverzum

## Felhasznált irodalom
- Tobias Hohmann: Bud Spencer – Terence Hill krónikák. Wiamfilm, 2014. ISBN 9789638996916